# Lophothericles marginatus
Lophothericles marginatus är en insektsart som beskrevs av Marius Descamps 1977. Lophothericles marginatus ingår i släktet Lophothericles och familjen Thericleidae. Inga underarter finns listade i Catalogue of Life.